# Hedley Francis Gregory Bridges
Pour les articles homonymes, voir Bridges.
Hedley Francis Gregory Bridges, né le 7 avril 1902 et mort le 10 août 1947, est un avocat, un enseignant et un homme politique canadien du Nouveau-Brunswick qui fut député et ministre.

## Biographie
Bridges naît le 7 avril 1902 à Fredericton, au Nouveau-Brunswick. Il commence sa carrière politique en étant élu à l'Assemblée législative du Nouveau-Brunswick du 27 juin 1935 au 19 novembre 1939 en tant que député de la circonscription du Restigouche sous la bannière libérale. Il en devient ensuite le Président de 1936 à 1938.
Après la Seconde Guerre mondiale à laquelle il participe à compter de 1942 dans le 2e Corps canadien, il se lance en politique fédérale et est élu le 11 juin 1945 député libéral de la circonscription de York—Sunbury. Il est par la suite nommé Ministre des Pêches la même année mais, toujours en fonction, il meurt le 10 août 1947.